# 1984 SY1
1984 SY1 är en asteroid i huvudbältet som upptäcktes den 29 september 1984 av den tjeckiske astronomen Antonín Mrkos vid Kleť-observatoriet i Tjeckien.
Asteroiden har en diameter på ungefär 11 kilometer och den tillhör asteroidgruppen Eos.